# Ahirwal
Ahirwal fou un antic principat de l'Índia Britànica, situat al modern estat de Haryana, a la part sud, principalment al districte de Rewari.
La seva població són els ahirs una suposada raça de nòmades de l'Àsia central establerts a la zona vers l'inici de l'era cristiana. Sota els mogols, l'estat d'Ahir o Ahirwal va ser un feu imperial fins al 1803 quan Lord Lake el va capturar al seu sobirà Puran Singh. Aquest va governar com a tributari britànic fins al 1839 en què va morir i el va succeir el seu fill Rao Tula Ram.
Rao Tula Ram de Kosli (1839-1857) va destacar a la rebel·lió dels Sipais de 1857. Junt amb el seu cosí Gopal Dev es va revoltar i va lliurar diverses batalles contra els britànics. Va ocupar la part britànica del Rewari i sota sanció de l'emperador mogol va proclamar el seu govern sobre les parganes de Rewari, Bhora i Shahjahanpur amb seu a Rampura però el coronel Gerrard el va derrotar i va ocupar Rampura el 6 d'octubre de 1857; la batalla de Narnaul on Gerrard fou ferit de mort, semblava una victòria però va acabar en derrota. Va fugir a Rajasthan i no fou perdonat i el 1862 va haver de fugir a l'Iran i Afganistan, morint a Kabul el 23 de setembre de 1863. El seu estat fou confiscat el 1858 igual que el jagir del seu cosí Gopal Dev.